# Unterseeboot 503
Le Unterseeboot 503 (ou U-503) est un sous-marin allemand utilisé par la Kriegsmarine pendant la Seconde Guerre mondiale.

## Historique
Après avoir reçu sa formation de base à Wilhelmshaven au sein de la 2. Unterseebootsflottille jusqu'au 1er février 1942, il rejoint sa flottille de combat à Lorient, toujours dans la 2. Unterseebootsflottille.
L'U-503 a été coulé le 15 mars 1942 dans l'Atlantique nord au sud-est de Terre-Neuve à la position géographique de 45° 50′ N, 48° 50′ O par des charges de profondeur lancées par un avion américain Lockheed Hudson de l'escadron VP-82.

Les 51 membres de l'équipage sont tués lors de cette attaque.

## Affectations successives
- 2. Unterseebootsflottille du 10 juillet 1941 au 15 mars 1942

## Commandement
- Kapitänleutnant Otto Gericke  du 10 juillet 1941 au 15 mars 1942

## Navires coulés
L'U-503 n'a coulé ni endommagé aucun navire au cours de l'unique patrouille qu'il effectua.

## Sources
- (en) Cet article est partiellement ou en totalité issu de l’article de Wikipédia en anglais intitulé « German submarine U-503 » (voir la liste des auteurs).